# Islands Brygge (parochie)
Islands Brygge is een parochie van de Deense Volkskerk in de Deense gemeente Kopenhagen. De parochie maakt deel uit van het bisdom Kopenhagen en telt 5121 kerkleden op een bevolking van 7167 (2004). De parochie werd tot 1970 gerekend onder Sokkelund Herred.
Islands Brygge werd als zelfstandige parochie gesticht in 1916 als afsplitsing van Christians. De parochiekerk kwam gereed in 1924.